# Núñez (famiglia)
I Nuñez o  Nuñez Sanchez furono una famiglia portoghese di origine ebraica convertitasi al cristianesimo, trapiantatasi a Roma durante la prima metà del XVII secolo.

## Storia
Le fortune della famiglia iniziano con  Francisco Nuñez Sanchez  nato intorno al 1600 presso Idanha-a-Velha e giunto prima del 1628 a Roma, dove ottenne tra il 1645 e il 1650 il permesso di aprire un banco di deposito e prestito che divenne ben presto punto di riferimento per la comunità portoghese a Roma e per gli ambienti di curia. Già durante la metà del secolo aveva acquistato immobili, appartenenti allo scalpellino comasco Ludovico Caronica nel rione Campo Marzio, dove anche altri della stessa comunità vi avevano posto la loro residenza, nell’area compresa tra le vie Condotti, Bocca di Leone e Borgognona facendovi edificare intorno al 1660 il palazzo omonimo. Nel 1659 aveva anche acquistato il feudo di Cantalupo Bardella ceduto dagli Orsini di Bracciano ottenendo la concessione del titolo di marchese. Negli stessi anni faceva realizzare nella vicina basilica di  San Lorenzo in Lucina la cappella gentilizia dedicata al santo francescano Antonio di Padova  ideata da Cosimo Fanzago e completata da Carlo Rainaldi. Suoi membri (Francesco, Prospero e Antonio) ricoprirono la carica di Conservatore di Roma tra il 1695 e il 1716 . Nel 1737 acquistarono il feudo di Roccagiovine dagli Orsini di Licenza e nel 1747 vennero compresi nella bolla Urbem Romam.
I suoi eredi tennero il feudo di Cantalupo fino al 1821 nonostante una lunga vertenza con la famiglia Orsini e fino allo stesso anno quello di Roccagiovine cedendolo ai Del Gallo.
La famiglia risultava estinta alla fine del XIX secolo.

## Blasone
D'argento, a tre gigli d'oro posti in palo e ordinati in banda